# Лиц
Лиц (њем. Lütz) општина је у њемачкој савезној држави Рајна-Палатинат. Једно је од 92 општинска средишта округа Кохем-Цел. Према процјени из 2010. у општини је живјело 363 становника. Посједује регионалну шифру (AGS) 7135056.

## Географски и демографски подаци
Лиц се налази у савезној држави Рајна-Палатинат у округу Кохем-Цел. Општина се налази на надморској висини од 140 метара. Површина општине износи 5,5 km². У самом мјесту је, према процјени из 2010. године, живјело 363 становника. Просјечна густина становништва износи 66 становника/km².